# فرد فرينك
فرد فرينك (بالإنجليزية: Fred Frink)‏ هو لاعب كرة قاعدة أمريكي، ولد في 25 أغسطس 1911 في ماكون في الولايات المتحدة، وتوفي في 19 مايو 1995 في ميامي سبرنغز في الولايات المتحدة.

## وصلات خارجية
- فرد فرينك على موقعبيزبول رفرنس.كوم (الدوري الرئيسي) (الإنجليزية)
- فرد فرينك على موقعبيزبول رفرنس.كوم (الدوري الثانوي) (الإنجليزية)